# Bartholomäus Mercator
Bartholomäus Mercator (* 1540 in Löwen; † 1568 in Heidelberg) war Kartograf und Kosmograf. Bartholomäus war der Sohn des Gerhard Mercator, dessen Einfluss auf sein Werk beträchtlich ist.

## Leben und Wirken
Bartholomäus Mercator wurde im Jahr 1540 in Löwen geboren. Er war der zweitgeborene Sohn des Gerhard Mercator und der Barbara Schellekens, die 1536 ehelichten. Der Vater Mercator hatte bereits in Löwen im Umkreis des Gemma R. Frisius als Kartograf gewirkt, wobei astronomische Instrumente, Karten und Globen entstanden. Er musste Flandern verlassen, weil sich hier die Glaubenskonflikte zuspitzten. Zugleich erhoffte sich der Vater in Duisburg eine Anstellung an der dortigen Universität, deren Errichtung durch die Herzöge von Kleve geplant wurde.
Im Jahr 1557 ist Bartholomäus Mercator an der Schule in Duisburg nachweisbar. Er besuchte den Unterricht des Humanisten Johann Otho, der zum Freundeskreis der Familie Mercator zählte. Ab 1559 hörte er Vorlesungen des Vaters am kürzlich eröffneten Gymnasium der Stadt. Ein Jahr später wurde Bartholomäus zu seinem Schwager geschickt, um hier seine Studien voranzutreiben. Dabei kam es jedoch zu Konflikten mit dem Pädagogen Johannes Molanus, der seine Schwester Emerentia Mercator geheiratet hatte. Bartholomäus fühlte sich in seiner Freiheit beschnitten, erfüllte aber schließlich die Anweisung des Vaters.
Mit 22 Jahren hatte Bartholomäus Mercator seine Ausbildung vorerst beendet und plante, die väterlichen Aufgaben am Gymnasium in Duisburg zu übernehmen. Hierzu schuf er 1563 ein Lehrbuch, das seinem Unterricht als Leitfaden zugrunde liegen sollte. Bartholomäus legte hier seinen Fokus vor allem auf die Mathematik und verzichtete weitgehend auf das Niederschreiben einer Kosmografie, weil diese die Arbeiten des Vaters vorweggenommen hätte. Allerdings erfuhr das Werk keine breite Rezeption, weil das Gymnasium bereits Ostern 1563 aufgelöst wurde.
Noch im gleichen Jahr reiste Bartholomäus zusammen mit seinem Vater nach Lothringen, um hier an der heute verschollenen Lothringenkarte von 1564 mitzuarbeiten. Obwohl Bartholomäus wohl bereits zuvor eine Universität besuchen wollte, hinderte ihn die Mitarbeit in der väterlichen Werkstatt. Erst als der jüngere Bruder Rumold die Schule verlassen hatte, erhielt er 1567 die Erlaubnis in Heidelberg Theologie und Griechisch zu studieren. Die Kosten wurden dabei vom Kurfürsten und Landesherren Friedrich III. von der Pfalz übernommen. In Heidelberg starb Bartholomäus überraschend mit 28 Jahren im Jahr 1568.

## Werk
Einziges, überliefertes Werk des Bartholomäus Mercator ist eine Vorlesungsausarbeitung aus dem Jahr 1563. Sie erschien bei Birckmann in Köln und nahm die überarbeiteten Vorlesungen des Vaters auf, die dieser 1559 bis 1562 am Duisburger Gymnasium gehalten hatte. Außerdem arbeitete Bartholomäus an den Kartenwerken des Vaters mit.
- Breves in sphaeram meditatiunculae. Birckmann, Köln 1563.